# Fujio Ito
Fujio Ito (伊藤 富士夫, Itō Fujio, nascido em 24 de fevereiro de 1945) é um ex-ciclista olímpico japonês. Ito representou seu país nos Jogos Olímpicos de Verão de 1964, em Tóquio.